# Nassim Zeggour
Nassim Zeggour (en arabe : نسيم زقور) est un footballeur international algérien né le 21 octobre 1966 à El-Harrach dans la wilaya de Alger. Il évoluait au poste d'avant centre.

## Biographie
Nassim Zeggour reçoit quatre sélections en équipe d'Algérie en 1989. Il joue son premier match en équipe nationale le 8 février 1989, contre la Finlande (victoire 2-0). Il joue son dernier match le 31 mai 1989, contre la Suède (défaite 2-0).
En club, il évolue pendant dix saisons avec l'équipe de la JS Bordj Ménaïel. Il se classe deuxième du championnat lors de la saison 1993-1994.

## Palmarès
JS Bordj Ménaïel
- Championnat d'Algérie :
  - Vice-champion : 1993-1994.
- Coupe d'Algérie :
  - Finaliste : 1986-87.